# صنعت مسکن

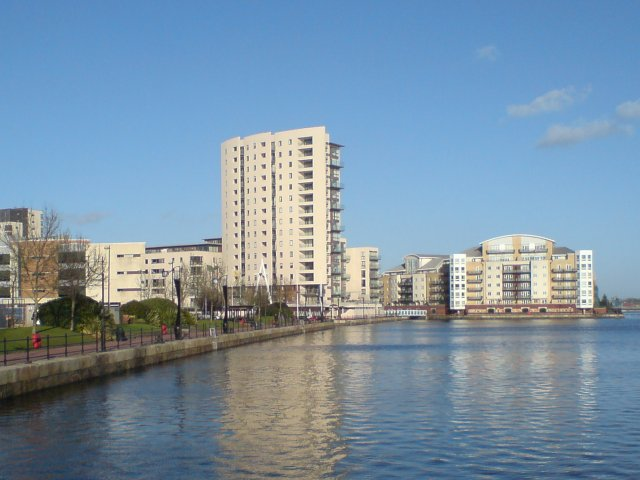

صنعت مسکن شامل توسعه، ساخت و فروش خانه است. منافع آن توسط اتحادیه ملی سازندگان خانه (NAHB) در ایالات متحده نمایندگی می‌شود. در استرالیا اتحادیه تجاری نماینده صنعت مسکن، انجمن صنعت مسکن می‌باشد. این مفهوم همچنین به بازار مسکن اشاره دارد که به معنی عرضه و تقاضا برای خانه‌ها، معمولاً در یک کشور یا منطقه خاص است. بازار مسکن شامل ویژگی‌هایی مانند عرضه مسکن، تقاضا برای مسکن، قیمت خانه، بخش اجاره‌ای و مداخله دولت در بازار مسکن است.